# 圣西尔迪龙斯赖
圣西尔迪龙斯赖（法語：Saint-Cyr-du-Ronceray，法語發音：[sɛ̃ siʁ dy ʁɔ̃sʁɛ] ⓘ）是法国卡尔瓦多斯省的一个旧市镇，属于利雪区。2016年，圣西尔迪龙斯赖与临近的4个市镇合并为新市镇瓦洛尔比凯。

## 地理
圣西尔迪龙斯赖（49°3'11"N, 0°17'52"E）面积4.03 平方千米，位于法国诺曼底大区卡爾瓦多斯省，该省份为法国西北部沿海省份，北濒大西洋英吉利海峡，东北与滨海塞纳省以海上边界相接，东临厄尔省，南至奧恩省，西与芒什省接壤。
与圣西尔迪龙斯赖接壤的市镇（或旧市镇、城区）包括：欧坎维尔、费尔瓦克、普雷特勒维尔、圣皮埃尔德马约、托尔杜埃。

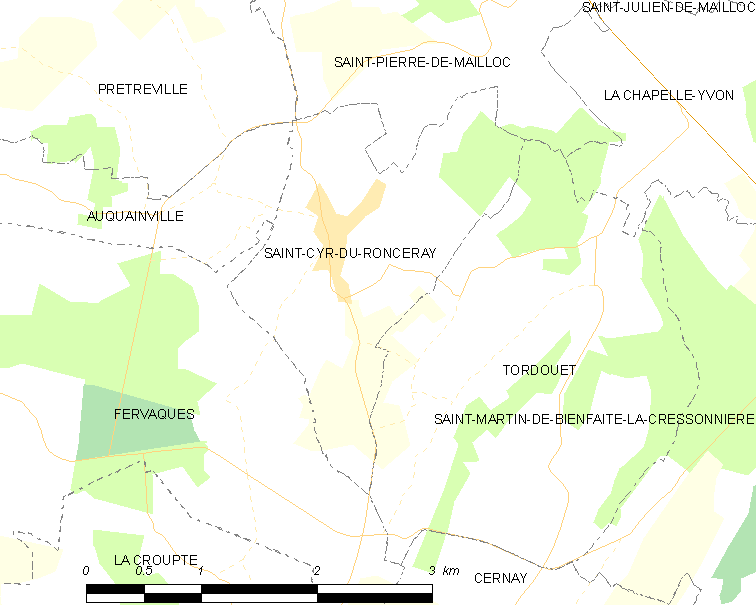
圣西尔迪龙斯赖的OSM定位图

圣西尔迪龙斯赖的时区为UTC+01:00、UTC+02:00（夏令时）。

## 行政
圣西尔迪龙斯赖的邮政编码为14290，INSEE市镇编码为14570。

## 政治
圣西尔迪龙斯赖所属的省级选区为利瓦罗派多日县。

## 人口

1962-2008年间圣西尔迪龙斯赖人口变化图示

圣西尔迪龙斯赖于2018年1月1日时的人口数量为724人。